# Fastcarraldo
Fastcarraldo est le titre d'un épisode de la série télévisée d'animation Les Simpson. Il s'agit du quatorzième épisode de la vingt-huitième saison et du 610e épisode de la série. Il est diffusé pour la première fois le 12 février 2017 aux États-Unis.

## Synopsis
Quand tous les fast-food de Springfield se tournent vers un menu plus sain, Homer se réconforte avec le dernier bastion de la nourriture grasse, un wagon miteux situé à l'écart de la ville où sont servis des hot-dogs et dont le vieux gérant, nommé Deuce, lui rappellent quelque chose. Abraham finit par révéler à son fils qu'il l'y emmenait fréquemment dans sa jeunesse, tandis qu'il consultait un conseiller conjugal pour tenter de sauver son couple en crise. Homer se rapproche de Deuce pour lui témoigner sa reconnaissance de l'avoir soutenu dans son enfance difficile, mais le vieil homme prétend ne pas se souvenir de lui...
De son côté, Lisa veut trouver le moyen de sauver la radio scolaire...

## Réception
Lors de sa première diffusion l'épisode a attiré 2,4 millions de téléspectateurs.